# Змішані
«Змішані» (англ. Blended) — американська романтична комедія режисера Френка Корачі, що вийшла 2014 року. У головних ролях Адам Сендлер і Дрю Беррімор.
Сценаристами були Іван Менчелл і Клер Сера, продюсерами — Джек Джіррапуто, Майк Карц, Адам Сендлер та інші. Вперше фільм продемонстрували 22 травня 2014 року у Швейцарії, Німеччині і Пуерто-Рико. В Україні у кінопрокаті прем'єра фільму відбулась 19 червня 2014.

## Сюжет
| Побачення наосліп між Джимом і Лорен виявилося абсолютно провальним, і вони були впевнені, що більше ніколи не зустрінуться. Однак, обставини складаються так, що незабаром Джим з трьома своїми дочками і Лорен з двома синами їдуть разом на шикарний сімейний курорт в Африку. Застрягнувши на тиждень, вони мають терпіти один одного, поки не скінчиться їх сафарі. Однак їхні діти швидко знаходять спільну мову, а незабаром і вони самі починають відчувати взаємний потяг один до одного.[8]. |

## У ролях
| Актор                | Персонаж                              |
| -------------------- | ------------------------------------- |
| Адам Сендлер         | Джим Фрідман англ. Jim Friedman       |
| Дрю Беррімор         | Лорен Рейнольдс англ. Lauren Reynolds |
| Белла Торн           | Гіларі Фрідман англ. Hilary Friedman  |
| Кевін Нілон          | Едді англ. Eddy                       |
| Террі Крюс           | Нікенс англ. Nickens                  |
| Венді Маклендон-Кові | Джен англ. Jen                        |
| Джоель Макгейл       | Марк англ. Mark                       |
| Шакіл О'Ніл          | Дуґ англ. Doug                        |

## Український дубляж
Автор українського перекладу — Сергій Ковальчук, режисер дубляжу — Катерина Брайковська, звукорежисер — Олександр Мостовенко, звукорежисер перезапису — Максим Пономарчук.
Актори дубляжу: Юрій Ребрик, Катерина Сергеєва, Андрій Гайдай, Богдан Ващенко, Олена Узлюк, Галина Дубок, Юлія Шаповал, Евеліна Ененберг, В'ячеслав Хостікоєв та інші.

## Сприйняття

### Критика
Фільм отримав змішані відгуки: Rotten Tomatoes дав оцінку 14 % на основі 128 відгуків від критиків (середня оцінка 4.0/10) і 64 % від глядачів із середньою оцінкою 3.6/5 (51,561 голосів). Загалом на сайті фільм має змішаний рейтинг, фільму зарахований «гнилий помідор» від кінокритиків, проте «попкорн» від глядачів, Internet Movie Database — 6,5/10 (67,483 голосів), Metacritic — 31/100 (33 відгуки критиків) і 4,2/10 від глядачів (152 голоси). Загалом на цьому ресурсі фільм отримав негативно-позитивні відгуки: від критиків негативні, від глядачів — позитивні.

### Касові збори
Під час показу у США протягом першого тижня фільм був продемонстрований у 3555 кінотеатрах і зібрав 21,206,536 $, що на той час дозволило йому зайняти 3 місце серед усіх прем'єр. Показ фільму протривав 98 днів (14 тижнів) і завершився 28 серпня 2014 року. За цей час фільм зібрав у прокаті у США 46,294,610 доларів США (за іншими даними 46,290,741 $), а у решті світу 80,500,000 $ (за іншими даними 77,200,000 $), тобто загалом 126,794,610 $ (за іншими даними 123,490,741 $) при бюджеті 40 млн $.
Під час показу в Україні, що розпочався 19 червня 2014 року, протягом першого тижня фільм був продемонстрований у 120 кінотеатрах і зібрав 188,297 $, що на той час дозволило йому зайняти 2 місце серед усіх прем'єр. Показ стрічки протривав 22 тижні і завершився 16 листопада 2014 року. За цей час стрічка зібрала 519,200 $. Із цим показником стрічка зайняла 43 місце у кінопрокаті за касовими зборами в Україні 2014 року.

### Нагороди і номінації[13]
| Рік  | Нагорода                                     | Категорія                                                     | Номінант                                                                      | Результат  |
| ---- | -------------------------------------------- | ------------------------------------------------------------- | ----------------------------------------------------------------------------- | ---------- |
| 2014 | Golden Schmoes Awards                        | Найгірший фільм року                                          | стрічка                                                                       | 2-ге місце |
| 2014 | Нагорода Х'юстонської асоціації кінокритиків | Найгірший фільм                                               | стрічка                                                                       | Номінація  |
| 2014 | Teen Choice Awards                           | Комедія                                                       | стрічка                                                                       | Номінація  |
| 2014 | Teen Choice Awards                           | Найкращий актор: Комедія                                      | Адам Сендлер                                                                  | Номінація  |
| 2014 | Teen Choice Awards                           | Найкраща актриса: Комедія                                     | Дрю Беррімор                                                                  | Номінація  |
| 2015 | Вибір народу                                 | Улюблена кінокомедія                                          | стрічка                                                                       | Номінація  |
| 2015 | Золота малина                                | Найгірший актор                                               | Адам Сендлер                                                                  | Номінація  |
| 2015 | Золота малина                                | Найгірша актриса                                              | Дрю Беррімор                                                                  | Номінація  |
| 2015 | Золота малина                                | Worst Supporting Actor                                        | Шакіл О'Ніл                                                                   | Номінація  |
| 2015 | Молодий актор                                | Best Performance in a Feature Film — Supporting Young Actress | Емма Фурманн                                                                  | Номінація  |
| 2015 | Молодий актор                                | Best Performance in a Feature Film — Young Ensemble Cast      | Елівіа Елін Лінд Брекстон Бекхем Емма Фурманн Кайл Ред Сілверстейн Белла Торн | Номінація  |

### Виноски
1. 1 2  Blended: Release Info (англ.). Internet Movie Database. Процитовано 20 червня 2015.
2. 1 2  «Змішані» на сайті «Кіноафіша». Архів оригіналу за 31 жовтня 2018. Процитовано 31 жовтня 2018.
3. 1 2  Blended (англ.). Internet Movie Database. Архів оригіналу за 30 серпня 2015. Процитовано 20 червня 2015.
4. 1 2 3 4 5  Blended (англ.). Box Office Mojo. Архів оригіналу за 13 лютого 2016. Процитовано 20 червня 2015.
5. 1 2 3 4  Blended (англ.). The Numbers. Архів оригіналу за 4 липня 2015. Процитовано 20 червня 2015.
6. ↑  Blended (англ.). AllMovie. Архів оригіналу за 12 травня 2015. Процитовано 20 червня 2015.
7. ↑  Blended: Full Cast & Crew (англ.). Internet Movie Database. Архів оригіналу за 23 липня 2015. Процитовано 20 червня 2015.
8. ↑  Змішані на сайті Kino-teatr.ua
9. ↑  Blended (англ.). Rotten Tomatoes. Архів оригіналу за 10 лютого 2016. Процитовано 20 червня 2015.
10. ↑  Blended (англ.). Metacritic. Архів оригіналу за 5 березня 2016. Процитовано 20 червня 2015.
11. ↑  Blended — Ukraine Weekend Box Office (англ.). Box Office Mojo. Архів оригіналу за 29 жовтня 2015. Процитовано 20 червня 2015.
12. ↑  Ukraine Yearly Box Office. 2014 (англ.). Box Office Mojo. Архів оригіналу за 24 вересня 2014. Процитовано 20 червня 2015.
13. ↑  Blended: Awards (англ.). Internet Movie Database. Архів оригіналу за 21 травня 2015. Процитовано 20 червня 2015.